# U-522 (tàu ngầm Đức)
U-522 là một tàu ngầm tấn công  Lớp Type IX thuộc phân lớp Type IXC được Hải quân Đức Quốc Xã chế tạo trong Chiến tranh Thế giới thứ hai. Nhập biên chế năm 1942, nó đã thực hiện được hai chuyến tuần tra, đánh chìm bảy tàu buôn với tổng tải trọng 45.826 GRT, đồng thời gây hư hại cho hai chiếc khác với tổng tải trọng 12.479 GRT. Trong chuyến tuần tra cuối cùng, U-522 bị tàu sà lúp HMS Totland của Hải quân Hoàng gia Anh đánh chìm trong Đại Tây Dương về phía Tây Madeira vào ngày 23 tháng 2, 1943.

## Thiết kế và chế tạo

### Thiết kế
Thiết kế của tàu ngầm Type IXC có kích thước hơi nhỉnh hơn so với phân lớp Type IXB dẫn trước. Chúng có trọng lượng choán nước 1.120 t (1.100 tấn Anh) khi nổi và 1.232 t (1.213 tấn Anh) khi lặn. Con tàu có chiều dài chung 76,76 m (251 ft 10 in), lớp vỏ trong chịu áp lực dài 58,75 m (192 ft 9 in), mạn tàu rộng 6,76 m (22 ft 2 in), chiều cao 9,60 m (31 ft 6 in) và mớn nước 4,70 m (15 ft 5 in).
Chúng trang bị hai động cơ diesel MAN M 9 V 40/46 siêu tăng áp 9-xy lanh 4 thì, tổng công suất 4.400 PS (3.200 kW; 4.300 bhp), dẫn động hai trục chân vịt đường kính 1,92 m (6,3 ft), cho phép đạt tốc độ tối đa 18,3 kn (33,9 km/h), và tầm hoạt động tối đa 13.450 nmi (24.910 km) khi đi tốc độ đường trường 10 kn (19 km/h). Khi đi ngầm dưới nước, chúng sử dụng hai động cơ/máy phát điện Siemens-Schuckert 2 GU 345/34 tổng công suất 1.000 PS (740 kW; 990 shp). Tốc độ tối đa khi lặn là 7,3 kn (13,5 km/h), và tầm hoạt động 63 nmi (117 km) ở tốc độ 4 kn (7,4 km/h). Con tàu có khả năng lặn sâu đến 230 m (750 ft).
Vũ khí trang bị có sáu ống phóng ngư lôi 53,3 cm (21 in), bao gồm bốn ống trước mũi và hai ống phía đuôi, và mang theo tổng cộng 22 quả ngư lôi 53,3 cm (21 in). Tàu ngầm Type IX trang bị một hải pháo 10,5 cm (4,1 in) SK C/32 với 110 quả đạn, một pháo phòng không 3,7 cm (1,5 in) SK C/30 và hai pháo phòng không 2 cm (0,79 in) C/30. Thủy thủ đoàn bao gồm 4 sĩ quan và 44 thủy thủ.

### Chế tạo
U-522 được đặt hàng vào ngày 14 tháng 2, 1940, và được đặt lườn tại xưởng tàu Deutsche Werft ở Hamburg vào ngày 9 tháng 7, 1941. Nó được hạ thủy vào ngày 1 tháng 4, 1942, và nhập biên chế cùng Hải quân Đức Quốc Xã vào ngày 11 tháng 6, 1942 dưới quyền chỉ huy của Hạm trưởng, Đại úy Hải quân Herbert Schneider.

## Lịch sử hoạt động
Sau khi hoàn tất việc chạy thử máy và huấn luyện trong thành phần Chi hạm đội U-boat 4, U-522 được điều sang Chi hạm đội U-boat 2 từ ngày 1 tháng 10, 1942 để hoạt động trên tuyến đầu cho đến khi bị mất.

### Chuyến tuần tra thứ nhất
U-522 xuất phát từ cảng Kiel, Đức vào ngày 8 tháng 10 cho chuyến tuần tra đầu tiên trong chiến tranh. Nó tiến ra Bắc Hải, rồi băng qua khe GI-UK giữa Iceland và quần đảo Faroe để vòng qua quần đảo Anh và hoạt động trong vùng biển Bắc Đại Tây Dương về phía Nam Greenland và phía Đông Bắc Newfoundland, Canada.
Vào ngày 2 tháng 11, U-522 phóng ngư lôi tấn công Đoàn tàu SC-107 ở vị trí khoảng 500 nmi (930 km) về phía Đông Bắc St. John's, Newfoundland, đánh chìm các tàu buôn Anh Maritima 5.801 GRT; tàu buôn Hy Lạp Mount Pelion  GRT; và tàu buôn Hy Lạp Parthenonn  GRT. Ngư lôi của chiếc U-boat cũng đã gây hư hại cho chiếc tàu buôn Anh Hartington 5.496 GRT ở vị trí khoảng 450 nmi (830 km) về phía Đông đảo Bell, Newfoundland; Hartington bị tàu ngầm U-521 kết liễu cùng ngày hôm đó. Đến ngày 18 tháng 11, U-522 phóng ngư lôi kết liễu chiếc tàu buôn Hoa Kỳ Yaka 5.432 GRT, vốn thuộc Đoàn tàu ONS-144 và bị bỏ lại sau khi trúng ngư lôi từ tàu ngầm U-624.
U-522 kết thúc chuyến tuần tra khi quay trở về cảng Lorient bên bờ Đại Tây Dương của Pháp đã bị Đức chiếm đóng, đến nơi vào ngày 2 tháng 12.

### Chuyến tuần tra thứ hai – Bị mất
U-522 khởi hành từ Lorient vào ngày 31 tháng 12, cho chuyến tuần tra thứ hai, cũng là chuyến cuối cùng, để lại hoạt động trong vùng biển giữa Bắc Đại Tây Dương.
Vào ngày 9 tháng 1, 1943, U-522 phóng ngư lôi tấn công Đoàn tàu TM-1, đánh chìm tàu chở dầu Na Uy Minister Wedel 6.833 GRT và tàu chở dầu Panama Norvik 10.034 GRT ở vị trí khoảng 500 nmi (930 km) về phía Tây Tenerife thuộc quần đảo Canaria. Hai ngày sau đó 11 tháng 1, chiếc U-boat tiếp tục tấn công Đoàn tàu TM-1, gây hư hại cho chiếc British Dominion 6.983 GRT ở vị trí về phía Tây Bắc quần đảo Canaria; chiếc tàu chở dầu Anh bị tàu ngầm U-620 kết liễu vài giờ sau đó. Vào ngày 23 tháng 2, đến lượt chiếc tàu chở dầu Anh Athelprincess 8.882 GRT, vốn rơi lại phía sau Đoàn tàu UC-1, bị đánh chìm ở vị trí về phía Tây Madeira.
Ngay sau đó, U-522 bị tàu sà lúp HMS Totland của Hải quân Hoàng gia Anh (nguyên là tàu cutter USCGS Cayuga của Tuần duyên Hoa Kỳ) đánh chìm trong Đại Tây Dương về phía Tây Madeira, tại tọa độ 31°27′B 26°22′T / 31,45°B 26,367°T.  Toàn bộ 51 thành viên thủy thủ đoàn của U-522 đều đã tử trận.

### "Bầy sói" tham gia
U-522 từng tham gia hai bầy sói:
- Kreuzotter (8 – 22 tháng 11, 1942)
- Delphin (3 tháng 1 – 14 tháng 2, 1943)

### Tóm tắt chiến công
U-522 đã đánh chìm được bảy tàu buôn với tổng tải trọng 45.826 GRT, đồng thời gây hư hại cho hai chiếc khác với tổng tải trọng 12.479 GRT:
| Ngày              | Tên tàu          | Quốc tịch      | Tải trọng | Số phận      |
| ----------------- | ---------------- | -------------- | --------- | ------------ |
| 2 tháng 11, 1942  | Hartington       | United Kingdom | 5.496     | Bị hư hại    |
| 2 tháng 11, 1942  | Maritima         | United Kingdom | 5.801     | Bị đánh chìm |
| 2 tháng 11, 1942  | Mount Pelion     | Greece         | 5.655     | Bị đánh chìm |
| 2 tháng 11, 1942  | Parthenonn       | Greece         | 3.189     | Bị đánh chìm |
| 18 tháng 11, 1942 | Yaka             | United States  | 5.432     | Bị đánh chìm |
| 9 tháng 1, 1943   | Minister Wedel   | Norway         | 6.833     | Bị đánh chìm |
| 9 tháng 1, 1943   | Norvik           | Panama         | 10.034    | Bị đánh chìm |
| 11 tháng 1, 1943  | British Dominion | United Kingdom | 6.983     | Bị hư hại    |
| 23 tháng 2, 1943  | Athelprincess    | United Kingdom | 8.882     | Bị đánh chìm |